# Фиалковский, Антон Доминикович
Антон Доминикович Фиалковский (28 августа [9 сентября] 1842 — 3 [15] октября 1898) — русский архитектор, гражданский инженер.

## Биография
Родился 28 августа (9 сентября) 1842 года в семье дворян Минской губернии. Воспитывался в Петербурге под ближайшим руководством родного дяди, епископа Антония Фиалковского. Общее образование получил в 1-й Петербургской гимназии, после окончании которой в 1855 поступил в Петербургское строительное училище. В 1863 году окончил обучение со званием архитекторского помощника и аттестатом с правом на чин X класса.
Начал службу в должности архитекторского помощника в Олонецкой губернской строительной и дорожной комиссии (1863—1865). В 1865 году назначен архитектором при управлении строительной и дорожной частями Восточной Сибири, где состоял помощником инженера по постройке Кругоморского тракта от Култука до Посольска. С 1870 года — архитектор Амурской области. В 1873 году был причислен к ТСК МВД и переехал в Петербург.
В Петербурге состоял младшим инженером строительного отделения санкт-петербургского губернского правления. С 1876 года — городской архитектор при петербургской городской управе. В 1888 году назначен техником при петербургском градоначальстве, с откомандированием для занятий в департамент духовных дел иностранных исповеданий. С 1885 года состоял архитектором Римско-католической духовной коллегии и епархиального управления. В 1892 году оставил службу при градоначальстве и занял должность петербургского губернского инженера.
В 1874 году за проект самолета через Ангару в Иркутске удостоен звания инженера-архитектора. Действительный член Петербургского общества архитекторов (с 1877). Имел награды: орден Святого Станислава 2-й и 3-й степени, орден Святой Анны 2-й и 3-й (1877) степени, орден Святого Владимира 4-й степени. Действительный статский советник.
Скончался 3 (15) октября 1898 года после тяжкой болезни, от внутримозгового кровоизлияния. Похоронен на Выборгском римско-католическом кладбище, могила не сохранилась.

## Проекты и постройки

### Иркутск и Иркутская область
- Здание почтовой конторы (переустройство). Улица Степана Разина, 23 (1866—1870)[3];
- Здание гимназии (1866—1870)[3];
- Здание таможни с казармой и службами в Листвянке (1866—1870)[12];
- Перестройка 4 больших деревянных мостов по двум трактам к Иркутску[13];

### Другие места
- Переустройство и приспособление бывших архивных зданий для тюремного отделения срочных арестантов в Петрозаводске (1863—1865)[3];
- Деревянное укрепление городского берега Амура и устройство набережной в Благовещенске (1870—1873)[13];
- Церковь Николая Чудотворца в деревне Рель Лужского района Ленинградской области (1870—1887; совместно с архитектором И. Б. Слупским; руинирована).

### Санкт-Петербург

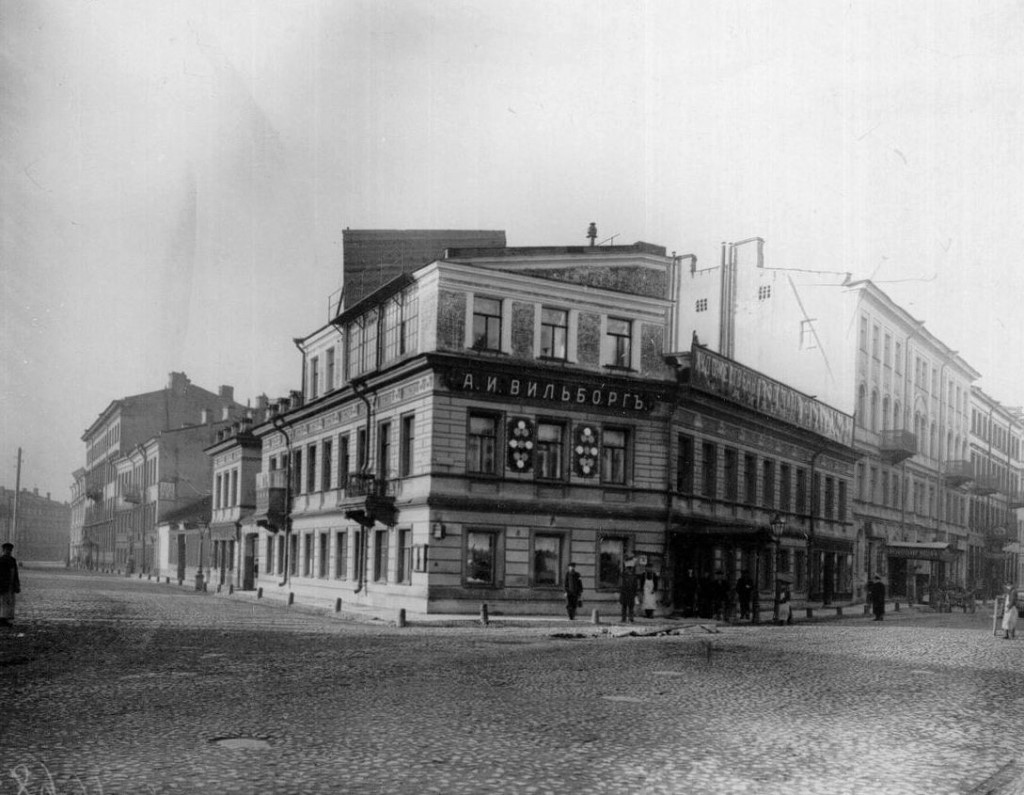
Здание товарищества Голике и Вильборг. Набережная канала Грибоедова, 57/2. Фото 1900-х

- Доходный дом (перестройка). Набережная Фонтанки, 9 — Караванная улица, 6 (1878)[14];
- Доходный дом. Набережная канала Грибоедова, 57 — Гражданская улица, 2 (1883; частично включён в существующее здание)[14];
- Доходный дом (перестройка). Фонарный переулок пер., 14 (1885)[14];
- Доходный дом (перестройка). Вознесенский проспект, 20 (1886)[14];
- Здание Полицейского архива (перестройка и расширение). Набережная канала Грибоедова, 103 (1887)[14];
- Церковь Римско-католической духовной академии (перестройка). 1-я линия, 52 (1890)[14];
- Особняк Е. П. Пашковой (надстройка дворового флигеля). Набережная Кутузова, 10 (1890)[15];
- Церковь Успения Пресвятой Девы Марии при Римско-католической духовной коллегии (приспособление части здания под семинарию, надстройка дворовых флигелей). 1-я Красноармейская улица, 11, двор. (1896—1899)[14];
- Строительство гранитных и деревянных набережных, мостов[3].